# Ceratosolen adenospermae
Ceratosolen adenospermae is een vliesvleugelig insect uit de familie vijgenwespen (Agaonidae). De wetenschappelijke naam is voor het eerst geldig gepubliceerd in 1965 door Wiebes.